# NGC 7747
NGC 7747 is een balkspiraalstelsel in het sterrenbeeld Pegasus. Het hemelobject werd op 23 september 1873 ontdekt door de Franse astronoom Édouard Jean-Marie Stephan.

## Synoniemen
- UGC 12772
- MCG 4-56-5
- ZWG 477.3
- PGC 72328